# کتاب‌شناسی حسینعلی منتظری
حسینعلی منتظری حدود صد اثر در فقه، اصول و معارف اسلامی به زبانهای فارسی و عربی دارد. برخی از آنها حاصل تدریس او و برخی نیز توسط او نگارش شده است. شرح خطبه حضرت فاطمه زهرا (س)، اسلام دین فطرت، موعود ادیان، مجازات‌های اسلامی و حقوق بشر، حکومت دینی و حقوق انسان و مبانی نظری نبوت بخشی از آثار او است.

## معرفی اجمالی روش علمی
فقه
آیت‌الله منتظری تدریس خارج فقه در حوزه علمیه قم را پس از شهریور ۱۳۵۹ش شروع کرد. و برخی از درس‌های او از رادیو پخش می‌شد. امام خمینی احتیاط‌های فقهی را به آیت‌الله منتظری ارجاع می‌داد از جمله آنها می‌توان جریمهٔ مالی به عنوان تعزیر، حد و مرز موسیقی و غنا، و احتیاطات موجود در فقه فتوایی خود را نام برد. از اوایل پائیز ۱۳۶۱ش امامان جمعه و برخی ائمهٔ جماعات انقلابی برخی از شهرهای ایران خواستار انتشار آرای فقهی و رساله عملیه آیت‌الله منتظری جهت ارجاع احتیاطات واجب امام خمینی به او شدند. توضیح المسائل آقای منتظری در اوایل سال ۱۳۶۳ش منتشر شد.
روش فقه او تطبیقی یا مقارن بود او در مقام بررسی یک مسئله علاوه بر توجه به آیات و روایات و فتاوای فقهای قدیم و جدید شیعه، روایات و فتاوای اهل سنت را نیز ملاحظه می‌کرد. در روش فقهی او توجه به شرایط صدور روایات و شرایط اجتماعی و ذهنی راویان احادیث مهم است برخی از آثار فقهی او عبارتند از: "نهایة الاصول " تقریر درس اصول آیت‌الله بروجردی، "البدرالزاهر فی صلاة الجمعة و المسافر" (تقریر درس فقه مرحوم آیت‌الله بروجردی، کتاب الزکاه در چهار جلد، کتاب الخمس و الانفال، محاضرات فی الاصول، کتاب الصلاه، کتاب الصوم، رساله توضیح المسایل.
حکومت اسلامی
یکی از آثار مهم آیت‌الله منتظری کتاب «دراسات فی ولایة الفقیه و فقه الدولة الاسلامیه» است. او در سال ۱۳۶۴ش در درس خارج خود بحث حکومت اسلامی را آغاز کرد که بیشتر از چهار سال ادامه داشت. حاصل این تدریس، کتاب چهار جلدی «دراسات فی ولایة الفقیه و فقه الدوله‌الاسلامیه» بود که بین سال‌های ۱۳۶۶ تا ۱۳۷۰ش در قم و بیروت منتشر شد. ترجمه و تقریر این کتاب به فارسی توسط محمود صلواتی و ابوالفضل شکوری در هشت جلد به‌عنوان «مبانی فقهی حکومت اسلامی» بین سال‌های ۱۳۶۷ تا ۱۳۸۶ش در قم منتشر شد. او در کتاب حکومت اسلامی و جلد اول کتاب دیدگاه‌ها از نظریهٔ سیاسی «ولایت انتخابی عامّهٔ فقیه» دفاع کرده است. آیت‌الله منتظری در مجلس خبرگان قانون اساسی تأکید ویژه‌ای بر گنجاندن ولایت‌فقیه در قانون اساسی داشت. او می‌گوید در آن زمان بر نظریه نصب نظر داشت اما در کتاب دراسات بر نظریه انتخاب رسیده است. او در کتاب «انتقاد از خود» با تأکید بر تجربیات دوره بعد از انقلاب، بر این باور است که مردم می‌توانند با توجه به شرایط زمانی، اختیارات کمتر یا بیشتری را به فقیه واگذار کنند.
درس‌هایی از نهج‌البلاغه
درس‌هایی از نهج البلاغه از آغاز انقلاب اسلامی برای عموم مردم تدریس می‌شد. در سال‌های نخست انقلاب، این درس‌ها ازرادیو و تلویزیون ایران پخش و قسمت‌هایی از آن توسط نهادهای مختلف به صورت کتاب منتشر شد. ازجمله مؤسسه روزنامه اطلاعات بخشی از این درس‌ها را با عنوان شرح خطبه قاصعه انتشار داد. تدریس نهج‌البلاغه در زمان‌های مختلف ادامه یافت و متن پیاده شده آن توسط آیت‌الله منتظری مورد بازبینی قرار گرفته و به صورت ویراسته، مهیای چاپ می‌شد.
سفیر حق و صفیر وحی
کتاب «سفیر حق و صفیر وحی» گفتگو و پاسخ آیت‌الله منتظری به نظریه عبدالکریم سروش است. سروش دربارهٔ کیفیت وحی معتقد بود که مضمون و معنای وحی از سوی وحی بر جان پیامبر (ص) نشسته است اما کلمات و قالب‌ها بر اساس انتخاب پیامبر (ص) است. منتظری با نقد نظریه سروش، استدلال می‌کند که به اجماع اهل اسلام معنا و الفاظ قرآن از سوی مبدأ غیبی وحی بوده است.
رساله حقوق
رساله حقوق کتابی است در۱۳۴صفحه که در سال۱۳۸۳ منتشر شد. این کتاب برگرفته از رساله حقوق امام سجاد (ع) است که در آن به فهرستی از حقوق پرداخته شده است. در رساله حقوق آیت‌الله منتظری نکات تازه و امروزینی هم بر اساس روایات مطرح شده‌اند. حقوق ذکر شده برای شهروندان به استناد متون دینی و روایات است. آنچه در این کتاب مورد توجه است طرح و بررسی مباحث حقوق بشر است.

## فهرست مهم‌ترین آثار مکتوب
مهم‌ترین کتابهای حسینعلی منتظری به شرح ذیل است:

### فقه و اصول فقه استدلالی
- نهایة الاصول (تقریر درس اصول آیت‌الله بروجردی)
- البدرالزاهر فی صلاة الجمعة و المسافر (تقریر درس فقه آیت‌الله بروجردی)
- مباحث الصلوة، الغصب، الاجارة و الوصیة (تقریر درس فقه آیت‌الله بروجردی)
- مباحث استصحاب، تعادل و تراجیح (تقریر درس اصول آیت‌الله خمینی)

ایشان در تقریرات درس اساتیدش ضمن تقریر شیوا و گویا از دروس استاد، نظرات، نکات و حواشی خود را در پاورقی ذکر کرده است.
- دراسات فی ولایة الفقیه و فقه الدولة الاسلامیة در چهار جلد، منتشر شد که به اذعان اهل علم، از برترین کتابهایی است که در فقه سیاسی شیعه نگاشته شده است و به عنوان منبع اصیل و مهمی مطرح شد، چنان‌که کتاب الاحکام‌السلطانیه و الولایات‌الدینیه ابوالحسن ماوردی در میان اهل سنت و فقه سیاسی ایشان جایگاه ممتازی دارد.
- الزکوة در چهار جلد
- الخمس و الانفال
- الحدود
- دراسات فی المکاسب المحرمة در سه جلد
- التعلیقة علی العروة الوثقی
- منیة الطالب فی حکم اللحیة والشارب
- حکومت دینی و حقوق انسان
- پاسخ به پرسش‌هایی پیرامون مجازات‌های اسلامی و حقوق بشر

### فقه فتوایی
- رساله توضیح المسائل (به زبان‌های فارسی و عربی و اردو) بعد از رساله فارسی سید حسین طباطبایی تحولی در نگارش آن اتفاق نیفتاد، تنها رساله توضیح المسائل حسینعلی منتظری با حذف برخی احکام غیر ضروری و ذکر برخی احکام مورد ابتلا و چینش بهتر مسایل فقهی، تحولی در این زمینه را پایه‌گذاری کرد.[۸]
- رساله استفتائات در دو جلد
- استفتائات مسائل ضمان
- احکام پزشکی
- معارف و احکام نوجوان
- معارف و احکام بانوان
- احکام و مناسک حج

### کلام و اعتقادات
- مناظره مسلمان و بهایی
- از آغاز تا انجام (در گفتگوی دو دانشجو) به زبان فارسی و عربی
- اسلام دین فطرت به زبان فارسی و عربی
- سفیر حق و صفیر وحی پاسخ علمی به نظریه عبدالکریم سروش در زمینه وحی
- پاسخ به پرسش‌های دینی
- پاسخ به پرسش‌هایی پیرامون هماورد خواهی قرآن
- پاسخ به پرسش‌هایی پیرامون معجزه پیامبران

### شرح حدیث
- درسهایی از نهج البلاغه پانزده جلد
- درسهایی از اصول کافی
- شرح خطبه فاطمه زهرا (س) به زبان فارسی و اردو
- رساله حقوق شرح رساله حقوق امام سجاد(ع)

### سایر موضوعات
- دیدگاه‌ها در دو جلد
- خاطرات در دو جلد
- واقعیت‌ها و قضاوت‌ها
- مجموعه سخنرانی‌ها، پیام‌ها، مصاحبه‌ها، خطبه‌های نمازجمعه تهران و قم، که تاکنون ده جلد آن منتشر شده است.
- مجموعه از سخنرانی‌ها که در دیدار با مردم و به مناسبت‌های مختلف ایراد شده است.

### تقریرات درس ایشان
برخی کتب که از تقریرات و کتب ایشان استخراج شده است عبارتند از:
- مبانی فقهی حکومت اسلامی ترجمه دراسات فی ولایة الفقیه و فقه الدولة الاسلامیة که توسط محمود صلواتی و ابوالفضل شکوری ترجمه، تحریر و در هشت جلد منتشر شد. دو جلد آن هم به اردو ترجمه و چاپ شده است.
- نظام الحکم فی الاسلام تلخیص کتاب دراسات فی ولایة الفقیه و فقه الدولة الاسلامیة در یک جلد به چاپ رسیده است.
- دین و جمهوریت
- سیره عقلا و عرف در اجتهاد